# پایلا مارینا
پایلا مارینا (انگلیسی: Paila marina) از غذاهای سنتی شیلی و یک سوپ دریایی یا خورش سبک است که معمولاً در یک کاسه سفالی (paila) سرو می‌شود. این غذا معمولاً شامل یک غذا با پایه صدف پخته شده به همراه انواع مختلف صدف و ماهی است.
این غدا با انواع مختلف گیاهان، ادویه جات ترشی جات مانند فلفل قرمز و جعفری کامل می‌شود.

پایلا مارینا یک سوپ ماهی متداول در شیلی است. paila یک کاسه سفالی است.

## دستور پخت
پیاز، هویج، فلفل دلمه ای و گوجه فرنگی سرخ شده را با هم در یک ماهی تابه قبل از اضافه کردن ماهی و صدف (به همراه پوسته) و سرخ کرده تا زمانی که مواد آب بیندازد. در برخی دستور العمل‌ها سپس مقدار بیشتری از انواع صدف، گاهی اوقات به صورت کنسرو شده با پوسته برداشته شده و مشتقات دیگری مانند فلفل قرمز اضافه می‌شود.
ماهی سهام (Fish stock) بر روی مواد سرخ شده ریخته می‌شود و محتویات سوپ روی حرارت قرار داده می‌شود تا مواد به جوش آید. مدت زمان پختن تا زمانی است که سوپ قوام یافته و معطر شود. نمک را می‌توان برای طعم دار کردن اضافه کرد اگرچه اغلب نیازی به نمک نیست چرا که با کم شدن آب سوپ و با وجود صدف شوری افزایش می‌یابد. سوپ را می‌توان با چاشنی از سبزی‌ها مانند جعفری سرو کرد.

## مواد تشکیل دهنده
- کلم
- صدفهای شیلی
- ژله‌ها
- ماچاس (از خانواده صدفهای فریدایی (Pharidae))
- سنگهای تونیکا (Tunica rocks)
- صدفهای غول پیکر (Giant barnacles)
- میگو
- فلفل قرمز
- پیازها
- گوجه فرنگی
- ذخیره ماهی (Fish stock)
- جعفری
- پاپریکا
- نمک و فلفل به مقدار لازم
- فلفل هابانرو (اختیاری و به مقدار کم)
- لیمو (برای تزئین)

## سنت
یک آداب سنتی بین گروه دوستان یا خانواده‌ها این است که بازار محلی غذاهای دریایی بروند و از خوردن یک پایلا مارینا لذت ببرند. به خصوص صبح روز بعد از یک مهمانی این عمل متداول است چرا که اعتقاد آنان بر این است که به بازیابی حال طبیعی بعد از یک خماری کمک می‌کند.
در روز اول ژانویه، بازار غذاهای دریایی تاریخی مرکادو سنترال د سانتیگو (Mercado Central de Santiago) یکی از شلوغ‌ترین مکان‌ها در سانتیاگو است. La Nación روزنامه ملی شیلی گزارش داد که انتظار می‌رفت که در اول ژانویه ۲۰۱۰، ۲۸۰۰۰ نفر از این بازار بازدید کنند.
بر اساس اعتقادات متداول به پایلا مارینا خواص تقویت قوای جنسی نسیت داده می‌شود.

## پایلا مارینا در فرهنگ پاپ
در قسمت 11, "Abiquiu" از فصل سوم از سریال آمریکایی Breaking Bad, شخصیت گوستاوو فرینگ متامفتامین برجسته شیلی، در جنوب غربی ایالات متحده برای Walter White پایلا مارینا آماده می‌کرد، در حالی که همزمان منشأ پیدایش این غذای متداول شیلی را توضیح می‌داد.

## فهرست منابع
1. ↑  La salvadora paila marina Renata Robbio, emol.com (website of El Mercurio newspaper), 12 February 2010. Retrieved February 2013.
2. ↑  La salvadora paila marina Renata Robbio, emol.com (website of El Mercurio newspaper), 12 February 2010. Retrieved February 2013.
3. ↑  La salvadora paila marina Renata Robbio, emol.com (website of El Mercurio newspaper), 12 February 2010. Retrieved 17 February 2012.
4. ↑  Mercado Central espera más de 28.000 mil personas el 1 de enero Jose Antonio Torres, www.lanacion.cl, 31 December 2009. Retrieved 17 February 2013.
5. ↑  Comida afrodisiaca La Cuarta, 16 November 2003. Retrieved 17 February 2013.